# Caladenia stricta
Caladenia stricta là một loài thực vật có hoa trong họ Lan. Loài này được (R.J.Bates) R.J.Bates mô tả khoa học đầu tiên năm 1987.